# Simca Coupé
La Simca 1000 Coupé e la 1200 S erano due autovetture sportiveggianti di fascia medio-bassa prodotte dal 1962 al 1971 dalla casa automobilistica francese SIMCA.

## Storia e profilo

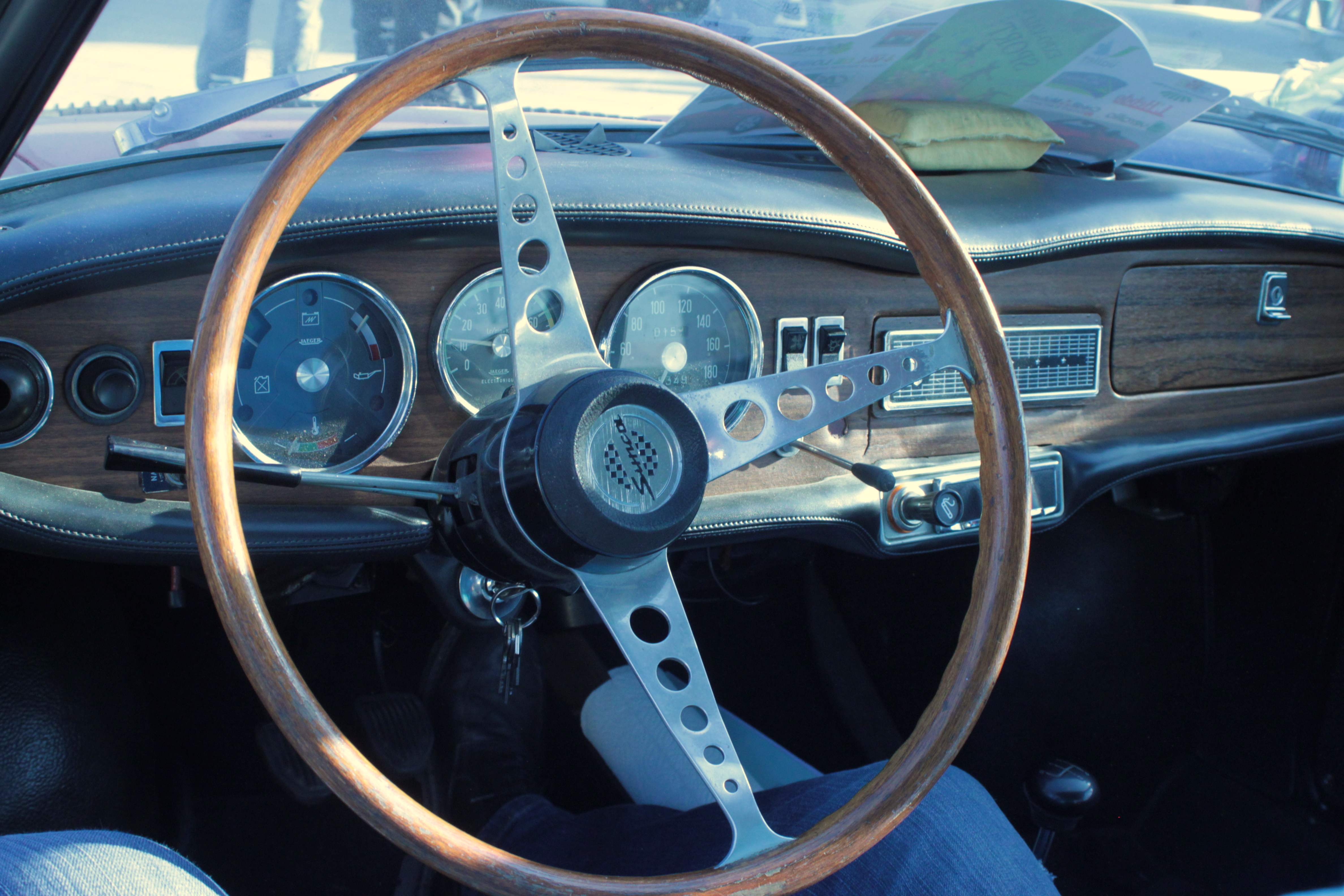
Interni

Quando nel 1961 fu presentata la berlina Simca 1000, vettura che avrebbe riscosso un gran successo di vendite, i vertici della Simca, resisi conto dell'effettivo potenziale commerciale di tale vettura, provarono ad allargarne la gamma e commissionarono al carrozziere italiano Bertone di disegnare una filante coupé sulla base della 1000 berlina.
La vettura fu pronta all'inizio dell'anno seguente, giusto in tempo per il Salone di Ginevra: era nata la Simca 1000 Coupé, una piacevole sportiva molto affusolata, bassa e filante, con padiglione molto spiovente e coda terminante con due piccoli fari tondi. Le sue linee precorrevano pertanto quelle di una sua futura concorrente, la Fiat 850 Coupé, e ponevano la 1000 Coupé in chiara concorrenza con altre francesi di quel periodo, come la Renault Caravelle e le prime Alpine A110, anch'esse dotate inizialmente di motore da 1 litro.
La 1000 Coupé condivideva pianale e meccanica con la 1000 berlina, ma ne migliorava sensibilmente le prestazioni grazie alle elevate doti di aerodinamica.
Il motore era pertanto lo stesso 4 cilindri da 944 cm³ di cilindrata, con potenza massima di 40 CV. Grazie alla sua linea molto profilata, la 1000 Coupé raggiungeva i 140 km/h di velocità massima. Ma le differenze tecniche rispetto alla berlina non mancavano, sebben fossero quasi tutte concentrate nell'impianto frenante, nel quale, al posto dei tamburi sulle quattro ruote, furono installati i dischi sia anteriormente che posteriormente.

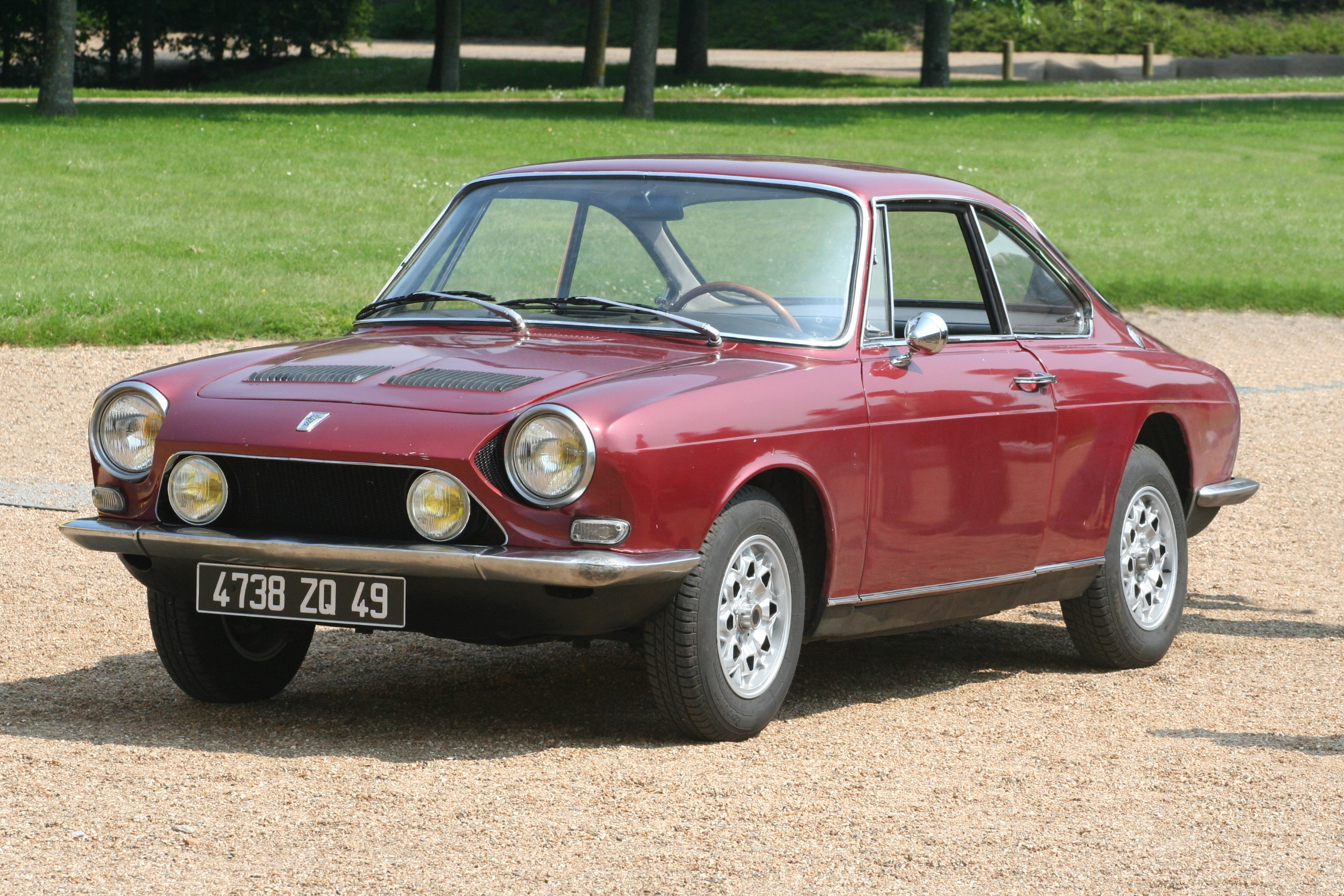
1200S Coupe

La vettura riscosse un discreto successo in Francia, specie presso il pubblico più giovane. Meno bene nei mercati esteri.

### 1200 S
In ogni caso, dopo cinque anni fu presentata l'evoluzione della 1000 Coupé, denominata 1200 S, con la quale condivideva la carrozzeria firmata Bertone, sebbene rivista in alcuni piccoli dettagli, ma montava il nuovo motore "354" da 1204 cm³, non solo di cilindrata più alta, ma anche più spremuto. Arrivava infatti a erogare ben 80 CV e riusciva a spingere la vettura a una velocità massima di 175 km/h, un dato da primato, all'epoca, per una vettura del genere.

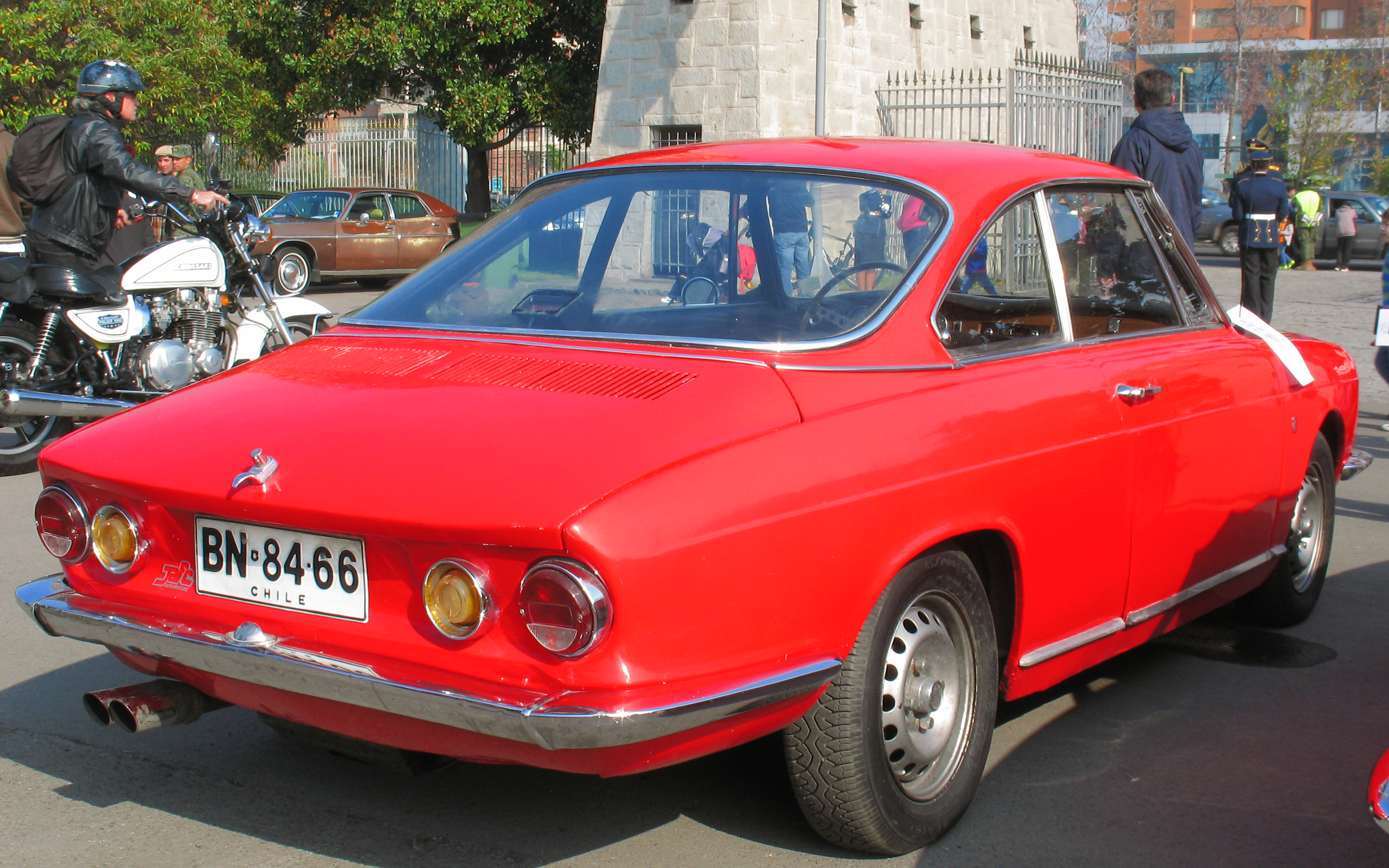
1200S Coupe

Esteticamente, la 1200 S si distingueva dalla 1000 Coupé per il frontale caratterizzato dalla calandra appuntita, che formava una specie di "naso".
Nel 1968, la potenza salì a 84 CV e la velocità massima a 179 km/h.
Fu tolta di produzione nel 1971 e per poi essere sostituita dalla Bagheera, prodotta dalla Simca in collaborazione con la Matra.